# Luigi Tasselli
Luigi Tasselli (Virgilio, Província de Màntua, 20 d'octubre de 1901 - Màntua, 5 de novembre de 1971) va ser un ciclista italià, que va córrer a cavall dels anys 20 i 30 del segle xx.
Va prendre part en els Jocs Olímpics d'Amsterdam de 1928, en què va guanyar la medalla d'or en persecució per equips, fent equip amb Cesare Facciani, Giacomo Gaioni i Mario Lusiani.

## Palmarès
- 1928
  -  Medalla d'or als Jocs Olímpics d'Amsterdam en persecució per equips